# Andoque
Gli andoque sono un gruppo etnico della Colombia, con una popolazione stimata di circa 518 persone. Questo gruppo etnico è per la maggior parte di fede animista e parla la lingua andoque (codice ISO 639: ANO). Vivono sulle rive del fiume Caquetá.